# ペルー中央準備銀行
ペルー中央準備銀行（ペルーちゅうおうじゅんびぎんこう、スペイン語: Banco Central de Reserva del Perú、BCRP）は、ペルーの中央銀行。
ペルーの通貨、ヌエボ・ソルを発行している。
ペルー憲法により、ペルー中央準備銀行の役割が定義されている。
- 金融システムにおける通貨と信用の安定
- 国際準備の監理
- 紙幣と硬貨の発行
- 定期的なペルー経済のレポート